# Ácido (gosto)

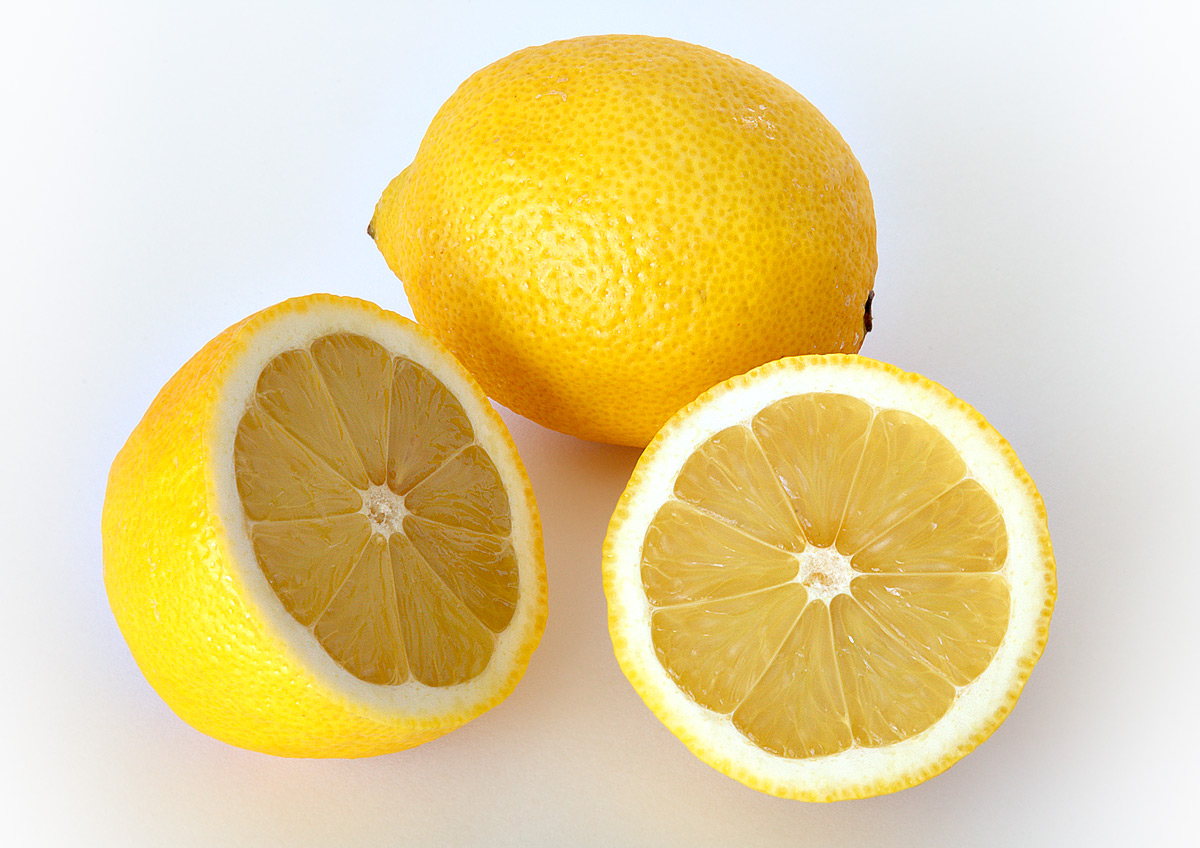
Limão, fruta rica em ácido cítrico.

Ácido  descreve um dos cinco gostos primários. É produzido por soluções ácidas, como por exemplo solução de ácido cítrico. Diferente de azedo, que se refere a algo estragado, Acido esta ligado ao modo na qual fora produzido. Exemplos de alimentos ácidos: Limão,laranja,abacaxi,ameixas.